# Diecezja Izcalli
Diecezja Izcalli – diecezja Kościoła rzymskokatolickiego w Meksyku, sufragania archidiecezji Tlalnepantla. 

## Historia
Powstała w 2014 z terenu diecezji Cuautitlán. Pierwszym biskupem mianowany został Francisco González Ramos.